# Джеймс Чау
Джеймс Чау (китайська: 周柳建成١; Zhōuliǔ Jiànchéng; нар. 11 грудня 1977) — журналіст, телеведучий і посол доброї волі ООН. Раніше працював ведучим головних вечірніх новин на державному Центральному телебаченні Китаю (CCTV). У 2009 році ООН призначила його першим послом доброї волі Об'єднаної програми ООН з ВІЛ / СНІД у Китаї. Писав газетну колонку для таблоїда Global Times, що належить Комуністичній партії Китаю. Його призначення послом доброї волі у Всесвітній організації охорони здоров'я привернуло підвищену увагу через роботу на китайському державному мовнику CGTN.

## Походження та навчання
Чау народився 1977 року в Англії та навчався в школі Лондонського Сіті, а також коледжі Св. Едмунда Кембриджського університету, де працював редактором новин університету в Кембриджі. Його батьки народилися в Індонезії та Гонконзі.

## Робота на телебаченні
Після закінчення Кембриджського університету та стажування в Vogue та Mirror Group Newspapers Джеймс Чау переїхав до Гонконгу, обійнявши першу в житті посаду журналіста. З 2001 року працював репортером, а потім ведучим на TVB Pearl. Чау приєднався до Центрального телебачення Китаю в 2004 році, де він виступав як головний ведучий на 24-годинній англомовній станції CCTV News. З квітня 2010 року він також був ведучим головного шоу каналу China 24.

## Посол доброї волі ЮНЕЙДС
У серпні 2009 року ООН оголосила про призначення Джеймса Чау своїм першим послом доброї волі Об'єднаної програми ООН з ВІЛ / СНІД на материковому Китаї.